# بيلمونت كاستيلو
بيلمونت كاستيلو هي (بلدية) في مقاطعة فروزينوني في منطقة لاتسيو الإيطالية ، وتقع على بعد حوالي 120 كيلومتر (75 ميل) جنوب شرق روما وحوالي 40 كيلومتر (25 ميل) شرق فروزينوني .
تقع بيلمونت كاستيلو على حدود البلديات التالية: أتينا, سانت إيليا فيوميرابيدو, تيريل، فيلا لاتينا.